# Home (film 2008)
Home, noto anche come Home - Casa dolce casa?, è un film del 2008 diretto da Ursula Meier.
È stato presentato nella Settimana internazionale della critica del 61º Festival di Cannes ed ha ottenuto tre candidature ai Premi César 2009 per la migliore fotografia, la migliore scenografia e la migliore opera prima.

## Trama
La vita di una famiglia, composta da madre, padre e tre figli, scorre tranquilla e allegra nella loro isolata casa di campagna, situata a pochi metri da un'autostrada mai terminata. Ma la loro quiete viene interrotta da una notizia che speravano non dovesse mai arrivare: la strada verrà ultimata ed aperta al traffico in brevissimo tempo. Ciò accade e in pochi giorni l'autostrada viene invasa da migliaia di automobili. È la fine della serenità di questa famiglia; la confusione e il frastuono provocano il caos all'interno della loro casa, portando Marthe, la madre, ad un esaurimento nervoso, mentre Judith, la figlia più grande, fugge di casa. Il clima familiare si fa soffocante e Michel, il padre, decide di assecondare la moglie e tutti insieme prendono una decisione drastica e al tempo stesso suicida: barricarsi in casa, murando porte e finestre e isolandosi di fatto dal mondo. Ma proprio quando sembra che la situazione diventi una tragedia e la famiglia sia condannata a morte per asfissia, è proprio la madre che abbatte una delle porte e permette all'aria di entrare. Il padre e i figli minori, senza uno scopo apparente, si allontanano a piedi dalla casa, seguendo il sole.

## Distribuzione
Il film è uscito nelle sale francesi il 29 ottobre 2008, mentre nelle sale italiane è stato distribuito da Teodora Film dal 30 gennaio 2009.

## Critica
- Straziante e divertente esordio della Meier, fondando su una metafora spazio-temporale. Caso raro di una favola paradossale con un intreccio compatto e imprevedibile. Commento del dizionario Morandini che assegna al film tre stelle su cinque di giudizio.[5]